# Scaldabagno

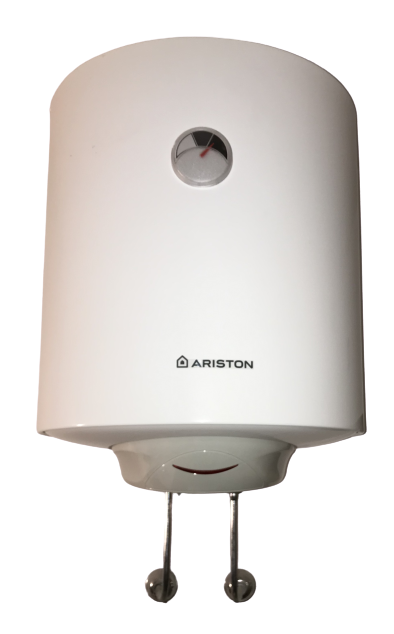
Uno scaldabagno

Lo scaldabagno è un apparecchio domestico la cui funzione è quella di riscaldare l'acqua di un impianto idraulico locale, per utilizzi di cucina o sanitari, molto diffuso in abitazioni/uffici con impianto di riscaldamento ambientale centralizzato, assente o comunque non attivo; in strutture con riscaldamento autonomo viene in genere sostituito da un modello di caldaia per il riscaldamento avente anche funzione di scaldabagno. 
Il nome deriva dal fatto che tradizionalmente veniva installato nella stanza del bagno con lo scopo di produrre l'acqua calda necessaria per l'igiene delle persone, in un periodo storico in cui non vi era altro genere di impianti di riscaldamento o necessità di produzione di acqua calda per usi diversi dall'igiene personale. I modelli più diffusi sono lo scaldabagno elettrico e quello a metano.

## Storia

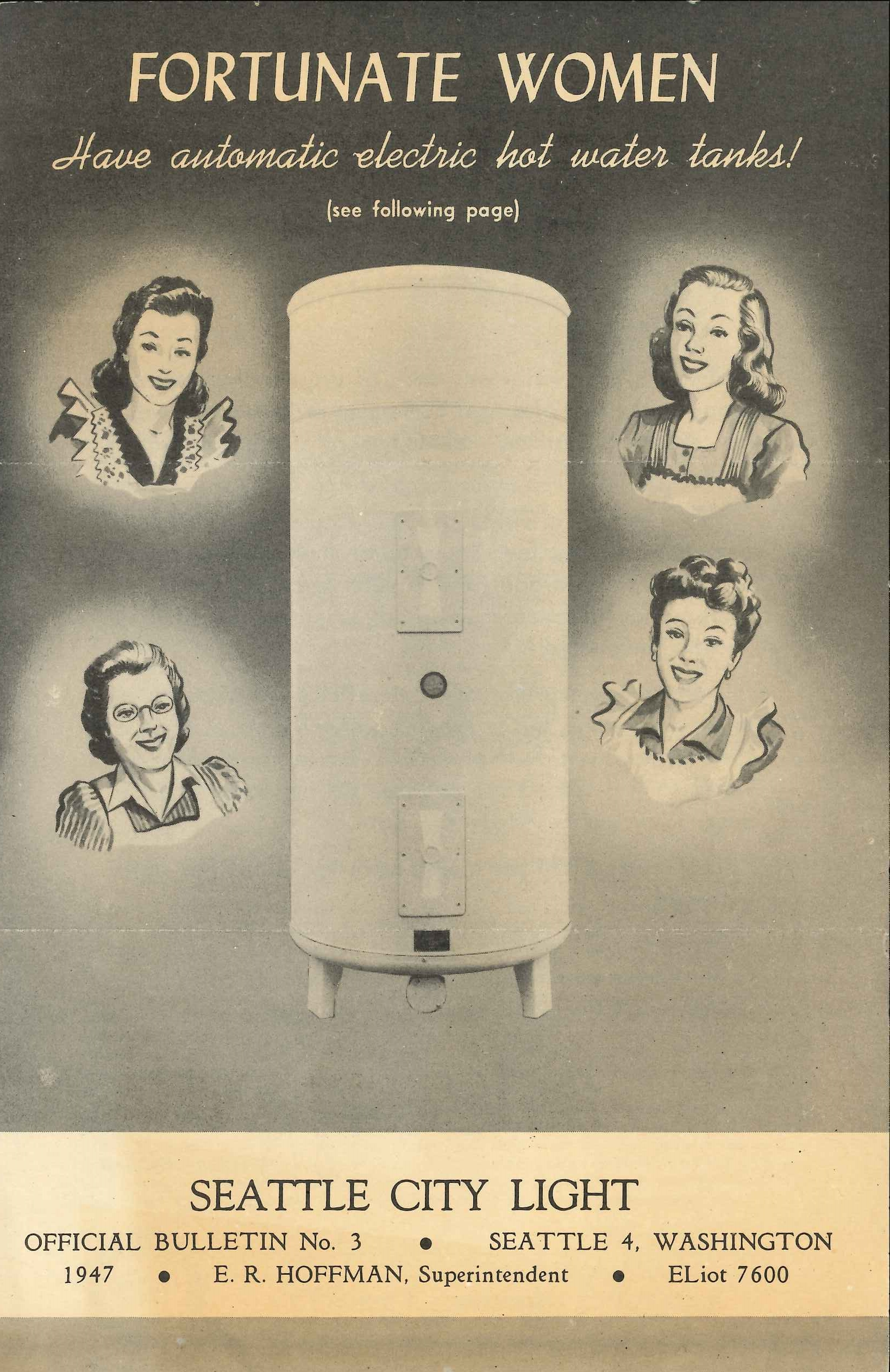
Pubblicità di uno scaldabagno elettrico del 1947

Nel 1902 l'ingegnere americano James Quagliott pubblicò il primo progetto di una macchina di riscaldamento automatico, al fine di avere acqua calda senza la necessità di riscaldarla manualmente; i primi prototipi sono nati 2 anni dopo nel 1904, e dopo il grande successo la produzione è continuata progredendo con macchinari di nuova generazione chiamati "caldaie".

## Tipologie

### Elettrico (boiler)

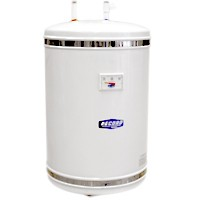
Scaldabagno elettrico

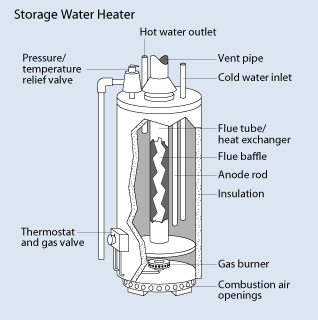
Schema di uno scaldabagno a gas

Lo scaldabagno elettrico si basa sull'effetto Joule: l'energia elettrica alimenta una serpentina costituita da un resistore, la quale sviluppa calore che viene ceduto all'acqua all'interno di un serbatoio, che quindi si riscalda. È presente un termostato che tiene sotto controllo la temperatura dell'acqua e regola l'accensione e lo spegnimento della serpentina in modo da mantenere la temperatura sempre tra i 35 ed i 60 °C. Il suo utilizzo si perfeziona miscelando l'acqua da esso riscaldata con quella (fredda) presente normalmente nell'impianto idraulico a piacimento dell'utilizzatore finale.
Questo tipo di scaldabagno, detto anche boiler, trova impiego nelle abitazioni dove non sono previste spese eccessive di energia elettrica per altre cause, poiché effettua un grosso assorbimento di corrente elettrica, in quanto l'acqua impiega molto tempo a riscaldarsi e, una volta calda, a causa del limitato isolamento termico del serbatoio, tende a raffreddarsi velocemente, e la resistenza deve lavorare di continuo per mantenerla in temperatura.
Esiste anche lo scaldabagno elettrico "istantaneo", non ad accumulo, nel quale l'acqua viene scaldata solo al momento in cui ce n'è bisogno e nella quantità necessaria, ma che generalmente ha una potenza assorbita istantanea notevolmente più elevata (da 3 a oltre 10 kW) contro gli 1-2 kW di un comune boiler ad accumulo.
Un tipo di boiler elettrico ad accumulo che si sta diffondendo in tempi recenti è il sistema a pompa di calore, costituito da un boiler elettrico ad accumulo in cui il riscaldamento avviene tramite una pompa di calore, che consuma molta meno energia di una resistenza elettrica, fino a quando l'acqua raggiunge una temperatura intorno ai 55 °C, mentre il riscaldamento finale fino a 60 - 80 °C (anti-legionella) viene effettuato con la normale resistenza, poiché la pompa di calore, rispetto alla resistenza, ha efficienza maggiore a temperature intermedie e minore a temperature elevate.

### A gas (caldaia)

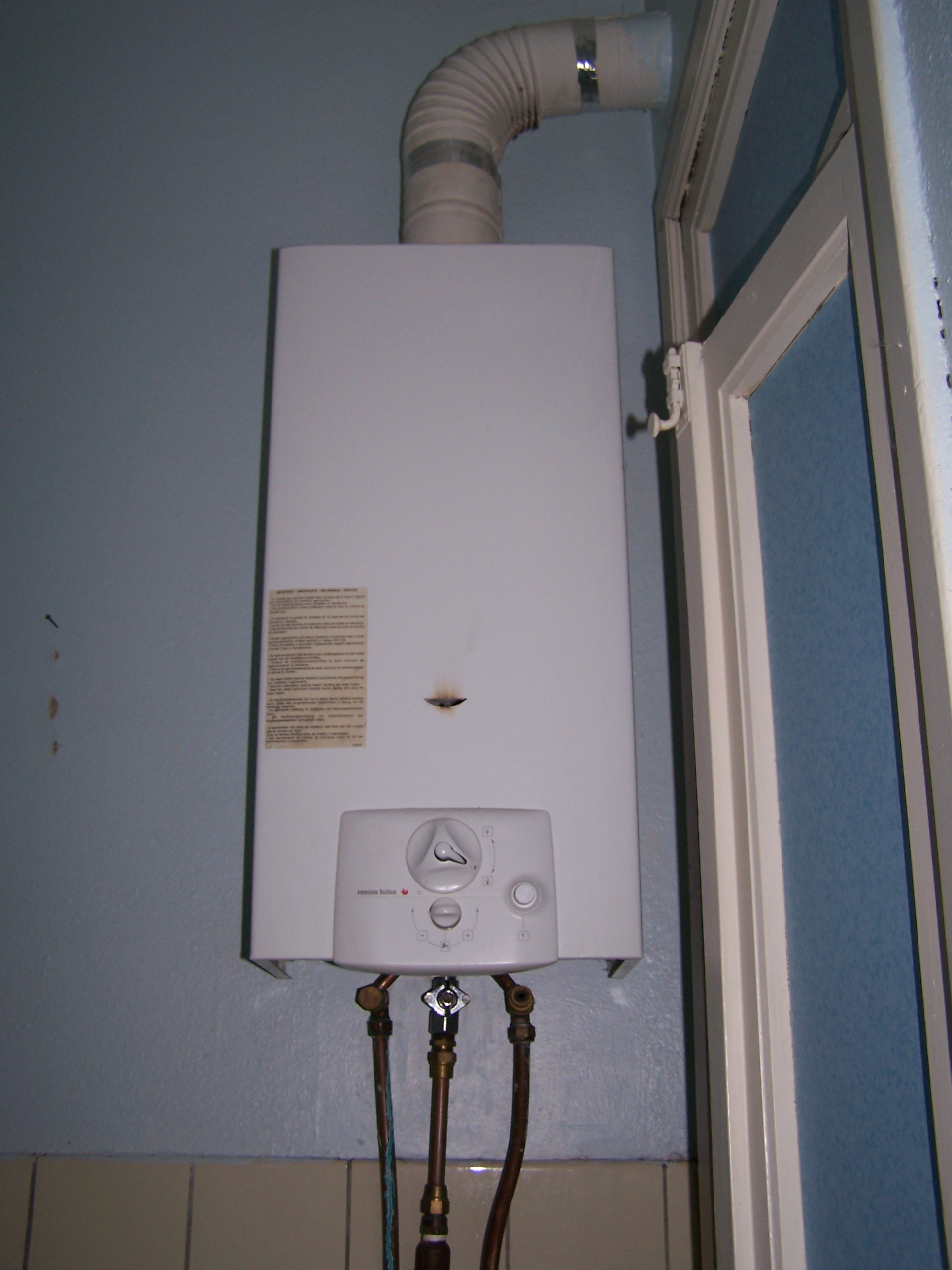
Scaldabagno a gas

Lo scaldabagno a gas riscalda l'acqua mediante una fiamma alimentata a gas metano, butano o GPL, modulando l'intero flusso idrico a una temperatura prefissata. A differenza dello scaldabagno elettrico, che rimane acceso anche per diverse ore per mantenere l'acqua in temperatura per colpa della normale perdita di calore dell'acqua all'interno del serbatoio, lo scaldabagno a gas accende istantaneamente la fiamma ogni volta che viene richiesta acqua calda e la spegne appena la richiesta viene interrotta, ed è quindi molto più conveniente dal punto di vista economico. Uno scaldabagno a gas è costituito da un corpo metallico contenente un tubo che corre a spirale al di sopra di una platea di ugelli da cui si innesca la fiamma, e può utilizzare una fiamma pilota, cioè una piccola fiamma che rimane sempre accesa.
Il funzionamento è relativamente semplice: la decompressione dell'acqua dovuta all'apertura del rubinetto apre una valvola che porta un notevole afflusso di gas agli ugelli, questo gas viene innescato dalla fiamma pilota, brucia e riscalda così l'acqua che passa nel tubo. Alla chiusura del rubinetto, la valvola toglie gas agli ugelli. La fiamma pilota non deve mai spegnersi: in caso di spegnimento accidentale (ad esempio per un colpo d'aria o una bolla nell'impianto di alimentazione del gas), una termocoppia (o un altro dispositivo di rilevazione) rileva l'assenza della fiamma e blocca completamente l'afflusso di gas fino a quando non viene eseguito un ripristino manuale, per evitare fuoriuscite di gas incombusto e conseguenti potenziali incidenti.
Nei modelli più recenti la fiamma pilota è spesso sostituita da una scintilla elettrica che viene scoccata da un elettrodo o da una resistenza elettrica, che svolgono la stessa funzione (è sempre presente un rilevatore che, nel caso in cui la scintilla non riesca ad accendere la fiamma, manda in blocco l'apparecchio). In questo modo si ottiene un ulteriore risparmio economico, in quanto si elimina il consumo di gas dovuto alla fiamma pilota e si utilizza soltanto il gas strettamente necessario per il riscaldamento dell'acqua, ed una maggiore sicurezza, in quanto non vi è il rischio che la fiamma pilota si spenga accidentalmente. Essendo dotato di dispositivi meccanici abbastanza delicati, atti a regolare il flusso dell'acqua, le case costruttrici consigliano all'atto dell'installazione di uno scaldabagno a gas l'impiego di un filtro meccanico, il quale serve a fermare le impurità solide eventualmente presenti nell'acqua di ingresso.

### A legna
Lo scaldabagno a legna è un apparecchio nato nel corso del XX secolo per riscaldare l'acqua per usi sanitari. Viene utilizzato ancora oggi in particolari situazioni, ad esempio in caso di mancanza di energia elettrica o della fornitura di gas, dato che il riscaldamento dell'acqua è rapido e poco costoso. Il principio di funzionamento è con alimentazione solida, in quanto il calore si ottiene bruciando legna in un fornello posto sotto il serbatoio. Oggi questo dispositivo esiste anche abbinato ad una resistenza elettrica.